# Maravilhas
Maravilhas là một đô thị thuộc bang Minas Gerais, Brasil. Đô thị này có diện tích 260,44 km², dân số năm 2007 là 6840 người, mật độ 26,3 người/km².